# Wakako Tsuchida

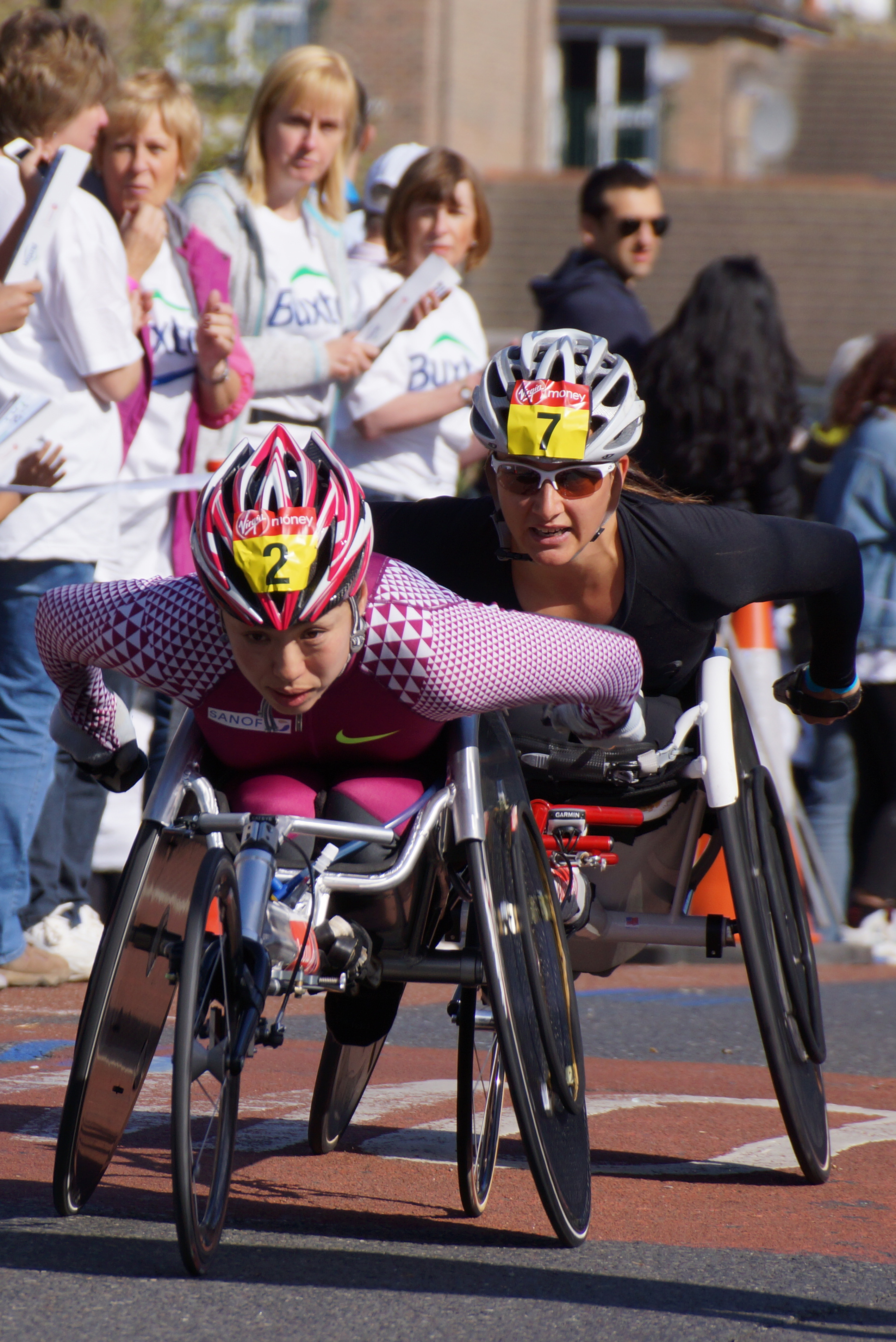
Wakako Tsuchida (vorne) während des London-Marathons 2014

Wakako Tsuchida (jap. 土田 和歌子, Tsuchida Wakako; * 15. Oktober 1974 in der Präfektur Tokio) ist eine japanische Behindertensportlerin.
Die in Tokio lebende Tsuchida verlor ihre Beine bei einem Straßenverkehrsunfall, als sie 17 Jahre alt war.
Sie ist eine erfolgreiche Teilnehmerin an Rollstuhl-Marathonwettbewerben und erzielte diverse vordere Platzierungen. In den Jahren 1999 und 2001 bis 2003 gewann sie jeweils den Oita-Marathon. 2002 beendete sie den Boston-Marathon als Dritte hinter Edith Hunkeler und Christina Ripp. 2003 kam sie auf den vierten Platz. Im Jahr 2007 gelang es ihr erstmals den Boston-Marathon zu gewinnen. Die folgenden Jahre konnte sie ihren Siegertitel verteidigen, wobei sie bei ihrem fünften Sieg 2011 mit einer Zeit von 1:34:06 einen neuen Streckenrekord aufstellte. Den Honolulu-Marathon gewann sie in den Jahren 2003 und 2005. 2010 konnte sie den London-Marathon für sich entscheiden.
Des Weiteren nahm Tsuchida mehrmals an den Paralympischen Spielen teil. Bei den Paralympischen Winterspielen in Nagano 1998 gewann sie zwei Goldmedaillen im Eis-Schlitten-Rennen, jeweils eine auf 1000 sowie 1500 Meter. 2000 in Sydney gewann sie im Marathon mit einer Zeit von 1:50:10 eine Bronzemedaille. Vier Jahre später in Athen erzielte Tsuchida im Marathon eine Zeit von 1:50:13 und gewann damit Silber. Ebenfalls in Athen wurde sie Erste im 5000 Meter Rollstuhlrennen und konnte damit als erste japanische Sportlerin sowohl bei den Paralympischen Sommer- als auch Winterspielen Gold gewinnen. 2008 in Peking konnte Tsuchida nicht an ihre vormaligen Erfolge anknüpfen. Grund hierfür war ein Zusammenstoß kurz vor der Ziellinie bei dem 5000-Meter-Rollstuhlrennen, durch den sie ihre weitere Teilnahme an den Spielen beenden musste.